# Ломонд, Шарль-Франсуа

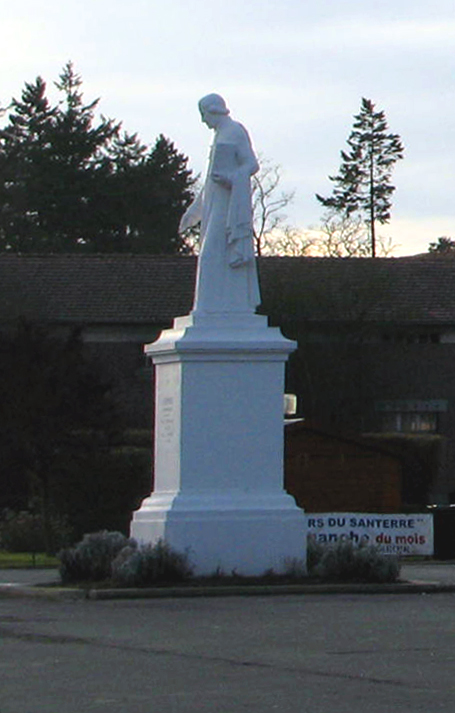
Памятник Шарлю-Франсуа Ломонду в Шольне

Шарль-Франсуа Ломонд (фр. Charles François Lhomond; 1727, Шольн, О-де-Франс — 31 декабря 1794) — французский священник, аббат, филолог, историк, писатель
 и педагог, почётный профессор Парижского университета.

## Биография
Учился в колледже Инвилля в Париже, где впоследствии стал деканом. Позже около двадцати лет был преподавателем в Коллеже дю Кардинал-Лемуан (Collège du Cardinal-Lemoine) в Латинском квартале Парижа, а затем — почётным профессором Парижского университета .

## Научная деятельность
Внёс большой вклад в область педагогики. Автор нескольких педагогических сочинений, работ по грамматике, римской истории и истории религии, не потерявших и теперь своего значения. Его учебники 1779 года «De viris illustribus urbis Romae a Romulo ad Augustum» и «Epitome historiae sacrae» использовались и в XX-м веке в вузах Франции и Швейцарии студентами, изучающими римскую историю и латынь. Его сочинения выдержали много изданий.
Во время революционного террора Ломонд был арестован за отказ от присяги на верность Гражданскому устройству духовенства, но благодаря заступничеству Жана-Ламбера Тальена, его бывшего ученика в Коллеже дю Кардинал-Лемуан, вскоре освобождён.

## Избранная библиография

Титульный лист книги Ломонда «Французская грамматика», 1834 г.

- Élémens de la grammaire françoise (Начальные основы французской грамматики, 1771)
- Élémens de la grammaire latine (Основы латинской грамматики, 1779)
- Epitome Historiæ Sacræ (Резюме Священной Истории, 1784)
- Histoire abrégée de l'Église (Сокращенная история Церкви)
- Histoire abrégée de la religion avant la venue de Jésus-Christ (Сокращенная история религии до пришествия Иисуса Христа)

## Память
- В родном городе Шольне и Амьене установлены памятники Ломонду.
- Его именем названа улица в 5 округе Парижа.